# كيني مكاي
كيني مكاي (بالإنجليزية: Kenny McKay)‏ (1876 في المملكة المتحدة - ) هو لاعب كرة قدم بريطاني (وحمل سابقاً جنسية المملكة المتحدة لبريطانيا العظمى وأيرلندا) في مركز الهجوم. لعب مع توتنهام هوتسبير وشيفيلد يونايتد ونادي فولهام وهاميلتون أكاديميكال وThames Ironworks F.C. ‏ ونادي ويشاو ‏.